# Антонио Силва
Антонио Карлос Силва (на португалски: Antônio Carlos Silva) е бразилски професионален ММА боец и кикбоксьор, който се представя в тежка категория. Професионален състезател по ММА от 2005 г., като през годините се е състезавал в шампионатите на UFC, Strikeforce, EliteXC, Cage Rage, Fight Nights Global, World Victory Road, K-1 HERO'S и Cage Warriors. Той е бившият шампион в тежка категория на EliteXC, Световен шампион в тежка категория на Cage Rage и шампион в супер тежка категория Cage Warriors.
Силва страда от заболяването Акромегалия — заболяване, свързано с патологичен розтеж на части от тялото, поради което и получава своето прозвище „Голямата стъпка“.
Към ноември 2019 година, Силва има 32 двубоя в Смесените бойни изкуства (ММА), като има рекорд от 32 двубоя (19 победи, 12 загуби и 1 равен мач). Знаменателни са неговите победи над легендите Фьодор Емеляненко (част от Гала вечер "Strikeforce: Fedor vs. Silva", на 12 февруари 2011 година), Рико Родригес и Алистър Овърийн (с нокаут в първи рунд, на 2 февруари 2013 година в Гала вечер UFC 156).